# Renault Scénic (второе поколение)
Renault Scénic второго поколения (также известен как Renault Scénic II, код кузова J84) — компактвэн, выпускавшийся французским автопроизводителем Renault, входящим в альянс Renault—Nissan. Выпуск Scénic второго поколения осуществлялся с 2003 по 2009 год. В модельном ряду автомобиль сменил модель первого поколения. В основе автомобиля лежит платформа модели Renault Mégane второго поколения, с которой Scénic, как и в случае с предыдущим автомобилем, сильно унифицирован и которую почти полностью повторяет внешне. Начиная с данного поколения, вместе со стандартной пятиместной моделью выпускалась и удлинённая семиместная, получившая название Renault Grand Scénic.
Разработка модели была завершена к лету 2002 года. Официальная презентация пятиместной модели состоялась в марте 2003 года на Женевском автосалоне, семиместной — в сентябре того же года на Франкфуртском автосалоне. Помимо Европы, автомобили продавались также в России, ЮАР (в обеих странах с 2004 года) и Австралии (с 2005 года). В июле 2006 года автомобили прошли рестайлинг, коснувшийся в основном их оснащения и гаммы двигателей и КПП, внешние изменения оказались минимальными. Второй, менее глубокий рестайлинг был проведён осенью 2008 года, он добавил в экстерьер хромированные детали и убрал из него пластиковые накладки. Изменился и список комплектаций и опций. В марте 2007 года была представлена внедорожная модификация Scénic Conquest (Scénic Navigator в ЮАР), отличавшаяся наличием пластиковых обвесов по периметру автомобиля, поднятому на 20 мм клиренсу и перенастроенной подвеске. Привод остался передним. Продажи начались летом 2007 года, в ЮАР — в начале 2008 года. В июне 2008 года широкой публике были продемонстрированы прототипы удлинённой модели на водородном топливе, получившей название Renault Scénic ZEV H2 и ставшей продуктом совместной разработки Renault и её партнёра по альянсу Nissan. В течение времени производства модели выпускались также различные специальные и лимитированные её серии, в основном они касались оборудования и каких-либо небольших изменений отделки салона.

## История

### Серийная модель (2003)

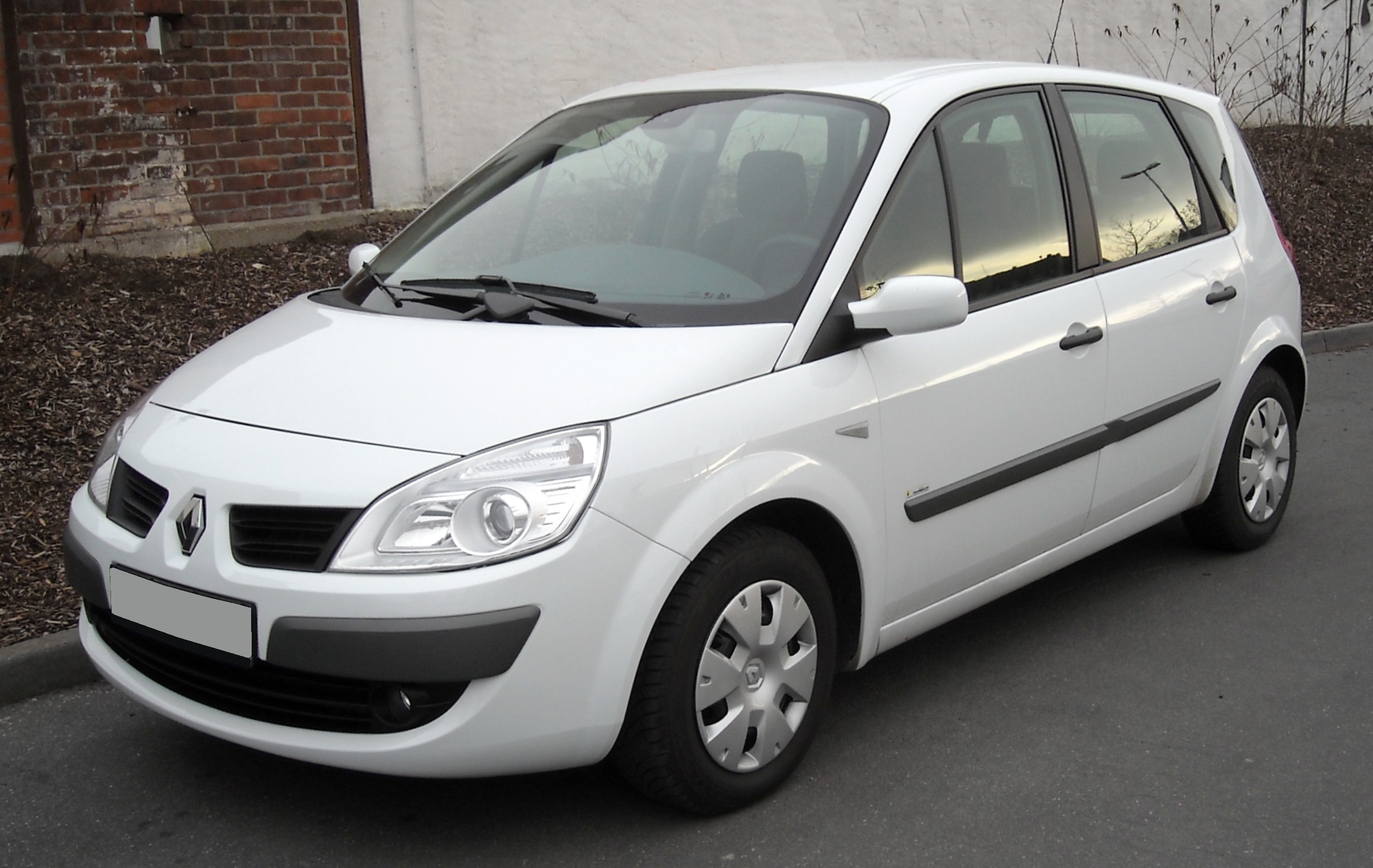
Модель после первого рестайлинга (2006—2008)

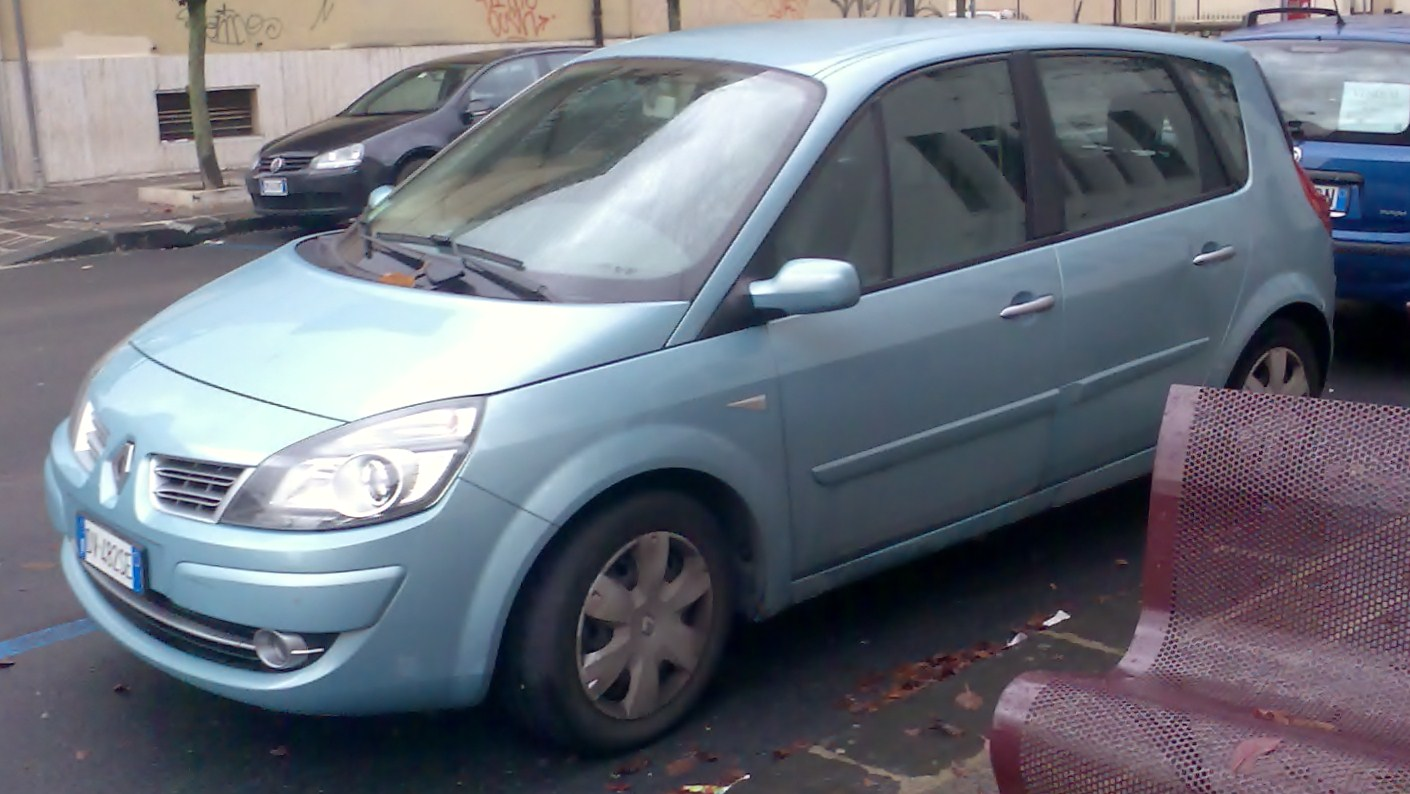
Модель поздних лет выпуска (2008—2009)

Когда первое поколение Scénic вышло на европейские рынки в 1996 году, оно своим появлением создало новый класс легковых автомобилей — компактвэны. Лишь спустя три тогда к Scénic постепенно присоединились и автомобили от фирм-конкурентов: Opel Zafira, Citroën Xsara Picasso (оба в 1999 году), Nissan Almera Tino (2000) и Toyota Corolla Verso (2001). В 2003 году, уже вместе с моделью второго поколения, вышли также Volkswagen Touran и Ford C-Max. С расширением на рынках европейских стран ниши компактвэнов и ужесточения конкуренции постепенно нарастала необходимость для Renault обновить Scénic, выпустив модель следующего поколения. К моменту выхода новой модели было продано уже более двух миллионов экземпляров автомобиля предыдущего поколения. О будущей модели была известна практически вся информация уже к августу 2002 года, поскольку изначально презентация нового Scénic в пятиместной и семиместной версиях должна была состояться в сентябре 2002 года на Парижском автосалоне вместе с новым поколением Renault Mégane, но по неизвестным причинам премьеру модели было решено отодвинуть на полгода.
Официальная презентация полностью обновлённого Renault Scénic второго поколения состоялась в марте 2003 года при проведении Женевского автосалона. На выставке модель стояла на закрытой платформе, двери были заварены. Продажи Scénic в Европе начались в июне 2003 года по цене от 17 400 до 25 450 евро. Чуть позже, в сентябре 2003 года, на Франкфуртском автосалоне была представлена новая для гаммы моделей семиместная версия с увеличенной колёсной базой — Renault Grand Scénic. Семиместная модель поступила в продажу в Европе в марте 2004 года по цене от 19 800 до 26 650 евро. Продажи обеих моделей в России начались в июне 2004 года. По состоянию на 2005 год Scénic был доступен в России по цене от 19 499 долларов, Grand Scénic — от 22 599 долларов. Чуть позже автомобиль стал продаваться и за пределами Европы. Так, в марте 2004 года Scénic в своей пятиместной вариации стал доступен на рынке ЮАР по цене от 170 000 до 220 000 рэндов. В октябре 2004 года состоялась презентация для ЮАР модели Grand Scénic, а месяц спустя, в середине ноября 2004 года, модель поступила в продажу по цене от 210 000 до 242 000 рэндов. В марте 2005 года начались продажи пятиместной версии Scénic в Австралии по цене от 29 990 до 37 690 австралийских долларов. Семиместная модель Grand Scénic была выпущена в этой стране куда позднее — в феврале 2007 года, уже после того, как модель успела пройти рестайлинг (см. следующий абзац). Цена на Scénic составляла от 33 990 до 36 490 долларов, на Grand Scénic — 39 990 долларов.
В июле 2006 года Scénic и Grand Scénic прошли рестайлинг, коснувшийся в основном технической стороны автомобилей и их оснащения, премьера обновлённых моделей прошла 18 июля 2006 года. В первую очередь Renault обратила внимание на статистику продаж семиместной версии, которая продавалась в три раза хуже пятиместной. В результате появилась новая, удешевлённая модификация Grand Scénic, в которой третий ряд сидений отсутствует. В результате пол в багажнике стал ниже на 30 мм, объём багажника вырос на 58 литров — до 533 литров (1960 литров со сложенными задними сиденьями) — а под полом багажника появилась новая 32-литровая подпольная ниша. Общий объём всех «тайников» в салоне (подробнее о них см. раздел «Экстерьер и интерьер») за счёт неё стал составлять 104 литра. Автомобили получили также несколько технологических новшеств: появилась поддержка Bluetooth, в перчаточном ящике появились 3,5-миллиметровый разъём и порт USB, на модели стала устанавливаться более производительная климатическая система, к заднему парковочному радару добавился передний, у опциональной мультимедийной системы Carminat, вместе с собой добавляющей CD-чейнджер и цветной 6,5-дюймовый дисплей (в России эта система не была доступна), появился джойстик управления ей на центральной консоли, под правой рукой водителя.
Помимо вышеперечисленного, был перенастроен электроусилитель рулевого управления, получивший более сглаженное усилие и сниженную помощь в зоне околонулевой скорости. Амортизаторы также были перенастроены. В гамме моторов появился новый двигатель — двухлитровый турбодизель мощностью 150 л.с. и крутящим моментом 340 Н·м при 2000 об/мин (в России не продавался), а вместе с ним стала доступна адаптивная шестиступенчатая автоматическая коробка передач, разработанная совместно с Nissan. Внешние изменения в моделях также присутствуют, но все они незначительные. Автомобили получили новую решётку радиатора с тем же V-образным контуром посередине, аналогичную обновлённой в том же году модели Mégane, иной передний бампер с более широким воздухозаборником, подобным таковому в модели Espace, пять новых цветов кузова — «Twilight Blue», «Extreme Blue», «Iceberg Blue», «Beige Grey» и «Guava Green» —, два новых колёсных диска и слегка изменённые задние фонари. Стоимость разработки обновлённых моделей составила около 66 миллионов евро. Цены на обновлённые модели во Франции составляли от 18 750 до 30 700 евро за стандартную модель, от 19 850 до 31 200 евро за пятиместную модель Grand Scénic и от 21 050 до 31 900 евро за семиместную модель Grand Scénic.
В сентябре 2008 года Renault объявила о проведении второго рестайлинга Renault Scénic. Внешне модель получила хромированную решётку радиатора и чёрную окантовку фар, подобно моделям Mégane и Laguna в их GT-версиях. Scénic и Grand Scénic полностью лишились пластиковых элементов по периметру кузова, все они стали окрашиваться в цвет кузова. Хромированную окантовку получили дверные ручки и зеркала заднего вида. Внутри модель стала оснащаться кондиционером, CD-магнитолой RDS, кожаной обивкой рулевого колеса, автоматическим ручным тормозом, а также передними и задними электрическими стеклоподъемниками. Салон остался в основном чёрным и тёмно-серым, но в некоторых местах получил синюю прострочку. Число пакетов опций сократилось с десяти до четырёх — «City Pack» (задние датчики парковки, автоматические фары и стеклоочистители), «Comfort Pack» (электропривод зеркал, система бесключевого доступа Renault Card, панорамная крыша и система TunePoint), «Convenience Pack» (задние парктроники, бокс на центральной консоли и крепления для багажа на крыше) и «Handling Pack» (ESP, система контроля тяги и система контроля недостаточной поворачиваемости CSV и система контроля давления в шинах). Общее число возможных комбинаций оснащения (двигатели, КПП и комплектация) сократилось с 84 до 27. Базовая цена на модель в Великобритании составляла 14 495 фунтов. Заказы на обновлённую версию начались в октябре 2008 года, а продажи — в ноябре. Это обновление стало последней частью истории Renault Scénic второго поколения: в марте 2009 года на Женевском автосалоне были представлены модели Scénic и Grand Scénic третьего поколения, продажи которых начались в мае 2009 года для семиместной модели в и июле 2009 года для пятиместной.

#### Scénic Conquest (2007)

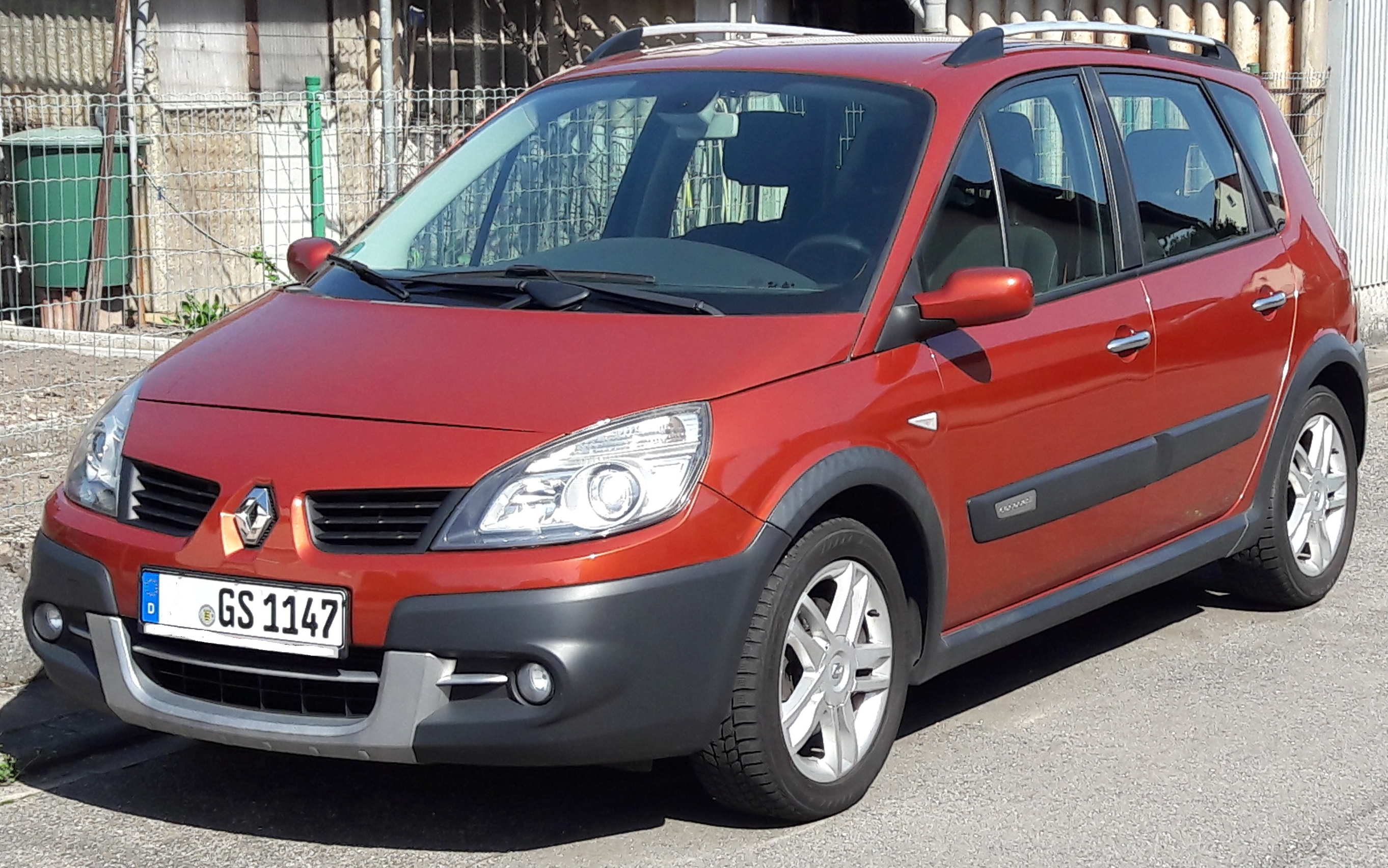
Scénic Conquest (2007—2009)

Предыдущее поколение Renault Scénic в 2000 году получило модификацию, стилизованную под внедорожник и оснащённую полным приводом — Scénic RX4. Поначалу, выпускать подобную версию компактвэна для второго поколения не планировалось: в 2004 году издание «Авторевю» отмечало, что Renault уже разрабатывала «полноценный внедорожник», который должен был выйти два года спустя (речь шла о будущем Renault Koleos). Тем не менее, эти предположения оказались неверными: в феврале 2007 года Renault объявила о том, что у Scénic второго поколения появится внедорожная версия, которая получила название Scénic Conquest. Презентация автомобиля состоялась в марте 2007 года на Женевском автосалоне. Модель достаточно сильно отличается внешне от обычной, в первую очередь — наличием пластикового обвеса по периметру кузова. Головная оптика была затемнена, клиренс автомобиля был повышен на 20 мм, на крышу были установлены рейлинги. Для окраски кузова были доступны 10 цветов, среди них — эксклюзивный для данной модели оранжевый «Cayenne Orange». Интерьер модели обладает тёмной тёмной отделкой и отличается от обычной модели только наличием специальных резиновых ковриков с особым логотипом. Что касается технических изменений, то были установлены новые амортизаторы с бо́льшим диапазоном хода и специальные антипробуксовочные шины, система контроля устойчивости была перенастроена для лучшего сцепления со скользкой поверхностью. При этом модель не получила, в отличие от более раннего RX4, полный привод, оставив передний. Автомобиль комплектовался на выбор 1,5-литровым или 1,9-литровым дизельными либо 1,6-литровым или 2,0-литровым бензиновыми моторами. Модификация Conquest вышла только для короткобазной модели, версия Grand Scénic внедорожную версию не получила.
Производство и продажи модели начались в июне 2007 года. Цена на Scénic Conquest в Великобритании составляла от 16 765 до 18 965 фунтов стерлингов, что на 550 фунтов дороже базовой модели. В России модель поступила в продажу в середине октября 2007 года по цене от 701 500 до 784 950 рублей (от 27 300 до 30 500 долларов) за автомобиль с 1,6-литровым м и 2,0-литровым двигателем, соответственно. Оба двигателя ставились в сочетании с механическими КПП: пятиступенчатой для меньшего мотора и шестиступенчатой для большего. Российская модель дополнительно оснащалась стальными листами, защищающими картер двигателя, перенастроенной подвеской и двигателем, адаптированным под эксплуатацию при низких температурах. Чуть позже, в феврале 2008 года, автомобиль в своей внедорожной инкарнации добрался и до рынка ЮАР. Модель на местном рынке получила иное название — Scénic Navigator — и комплектовалась первоначально исключительно двухлитровым бензиновым мотором в сочетании с шестиступенчатой механической КПП. Цена на Scénic Navigator на старте продаж составляла 238 000 рэндов. В апреле 2008 года в гамме моторов Scénic Navigator появился второй двигатель — 1,9-литровый дизельный мотор в сочетании с той же шестиступенчатой «механикой». Цена за новую комплектацию составляла 252 000 рэндов. Когда осенью 2008 года основная модель проходила рестайлинг, он коснулся в том числе и версии Scénic Conquest.

#### Специальные и ограниченные версии
В течение времени выпуска модели Renault выпускала различные лимитированные специальные версии модели. В июле 2004 года для британского рынка вышла ограниченная серия Scénic Rush. Она позиционировалась как промежуточная между базовой комплектацией Authentique и более топовой Expression. Модель отличалась системой кондиционирования салона, радиосистемой 4x15W RDS с CD-приводом, шестью динамиками и пультом дистанционного управления, шестью подушками безопасности, поясничной регулировкой водительского сиденья и регулируемыми передними подголовниками. На выбор предлагаются четыре цвета кузова — неметаллик «Pacific Blue» и три металлика: «Platinum», «Flame Red» и «Ottoman Blue». Цена на Scénic Rush составляла 12 995 фунтов стерлингов. Вместе со Scénic в данной версии выпускался хетчбэк Mégane. В апреле 2005 года вышла ещё одна специальная версия для британского рынка, получившая название Scénic Maxim. За её основу взята модель в комплектации Dynamique. Maxim отличается от стандартной модели 16-дюймовыми легкосплавными дисками от фирмы Louxor, климат-контролем, круиз-контролем с ограничителем скорости, частичной кожаной обивкой интерьера, выдвижной центральный вещевой ящик за дополнительную плату в 1150 фунтов, ABS с системой электронного распределения тормозного усилия, автоматические фары и стеклоочистители, передние и задние электрические стеклоподъемники и радио CD-RDS мощностью 60 Вт. Модель предлагалась со всеми доступными для обычной версии моторами (бензиновые 1,6 и 2,0 литра, а также 1,9-литровый дизельный), за исключением базового 1,4-литрового двигателя. Заказы на модель принимались с апреля по июнь 2005 года, после чего её продажи были прекращены. Позже для британского рынка также выходила специальная версия Scénic Extreme, которая с ноября 2008 года стала называться Scénic Team. Она была доступна как для короткобазной, так и для длиннобазной модели.
В январе 2006 года Renault выпустила для рынка Германии две специальные версии модели, отличающиеся в первую очередь интерьером — Scénic Avantage и Scénic Exception, доступные в том числе и для длиннобазной семиместной модели. Модель Avantage в интерьере отличается перекрашенными центральной консолью, дверными ручками и рычагом ручного тормоза. Также в состав её оборудования входят панорамная крыша и пакеты Confort и Fairway, которые добавляют электрические стеклоподъемники спереди и сзади, зеркала заднего вида с электроприводом и подогревом, системой кондиционирования и CD-магнитолой на четыре диска мощностью 15 Вт. Внешне Avantage отличается противотуманным фарам, эксклюзивными колесными дисками, а также наружными зеркалами заднего вида и дверными ручками, окрашенными в цвет кузова. В качестве устанавливаемых моторов предлагались 1,6 и 2,0-литровый бензиновые, а также 1,5 и 1,9-литровые дизельные моторы. Версия Exception оснащается 17-дюймовыми легкосплавными дисками производства Nervasport с соответствующими широкими шинами. Интерьер модели содержит изменённую обивку: кожаные вставки на рулевом колесе и рычаге переключения передач, а также на центральной консоли. В комплектацию также входит пакет Luxe, в него входят автоматический кондиционер, система бесключевого доступа в салон и запуска двигателя Keycard Handsfree, продольно регулируемый бокс между передними сиденьями, автоматическое включение света в салоне и датчик дождя. Модель на выбор оснащалась одним из 1,9 и 2,0-литровых бензиновых или дизельных моторов. В октябре 2007 года версия Exception, уже для всех рынков Евросоюза, была перевыпущена. На этот раз модель получила, помимо вышеупомянутых отличий, почти полностью чёрный салон, и два новых мотора — 1,6-литровый бензиновый и 1,5-литровый дизельный. Цена относительно базовой модели в комплектации Dynamique, на основе которой создана специальная версия, повысилась на 500 евро: так, в Австрии модель стоила 23 400 евро в комплектации с 1,6-литровым бензиновым мотором.

### Scénic ZEV H2 (2008)
После создания в 1999 году альянса с Nissan Renault и её японский партнёр объединяли свои усилия в различных сферах создания и производства своих автомобилей. В 2006 году две компании решили совместными усилиями создать автомобиль на водородном топливе в рамках общей стратегии альянса — начать в 2010 году серийное производство и продажу электромобилей, а затем автомобилей на водородном топливе. В качестве основы для модели был выбран Renault Scénic второго поколения в пятиместной длиннобазной версии. Nissan раннее уже создавала в одиночку автомобили на водородном топливе, например, в 2005 году компания разработала такой автомобиль на базе модели Nissan X-Trail первого поколения. Разработка на его основе экологически чистого автомобиля заняла примерно 15 месяцев. Летом 2007 года была завершена предварительная разработка проекта автомобиля, после чего началось создание реального автомобиля. Автомобили для установки в них водородного двигателя были собраны во Франции примерно в то же время, а в конце сентября 2007 года эти экземпляры были отправлены в Японию, где была проведена на практике проверка компьютерных рассчётов, доказавшая, что компоненты от Nissan можно установить на автомобили Renault. Дорожные испытания первого прототипа начались в конце 2007 года, а к концу апреля 2008 года разработка проекта была завершена. Созданная в результате модификация автомобиля получила название Renault Scénic ZEV H2. Демонстрация автомобиля состоялась с 18 по 27 июня 2008 года на экологическом форуме, проходившем в Барселоне, Испания. По заявлениям компании, разработка модели на базе Scénic являлась лишь частью более крупного проекта по дальнейшему внедрению на рынки стран мира автомобилей на водородном топливе.
Силовая установка автомобиля состоит из нескольких основных частей: топливного бака для водорода под давлением в 350 бар, литий-ионного аккумулятора с напряжением 400 вольт и мощностью 25 кВт и электрического двигателя мощностью 90 кВт. Это позволяет автомобилю работать в пяти различных режимах питания двигателя. При запуске, парковке, на низких скоростях и во время резкого ускорения двигатель получает питание лишь от водородного бака. Обратная ситуация происходит во время езды на постоянной скорости на магистрали, в этом случае двигатель работает от аккумуляторов, при этом неиспользуемая часть энергии отправляется обратно в аккумулятор. Бак и аккумулятор питают двигатель одновременно, когда возникает потребность в большом количестве энергии, например, при быстром обгоне или при езде на большой скорости. При торможении работает исключительно топливный элемент. Когда автомобиль неподвижен, вырабатываемая энергия используется для зарядки аккумулятора. Также для подзарядки батарей можно использовать и топливный элемент. Все элементы силовой установки были поставлены компанией Nissan, а Renault осуществила переделку автомобиля: клиренс стал выше на 60 мм, пол багажника стал выше, поскольку там был размещён водородный бак. Внешне модель отличается иной решёткой радиатора. Была перенастроена и электроника: Nissan установила в автомобиль автономную электронику, связанную с силовой установкой. Индикатор уровня топлива стал индикатором давления водорода, тахометр был перенастроен для отображения оборотов электрического двигателя. Масса автомобиля увеличилась с 1550 (модель с 1,9-литровым дизельным мотором) до 1850 кг, максимальная скорость составляет 160 км/ч, разгон до 100 км/ч происходит за 14,65 секунд, запас хода составляет 350 км.

## Дизайн и конструкция

### Экстерьер и интерьер
Scénic второго поколения, как и его предшественник, по классу относится к компактвэнам (англ. Compact MPV), то есть относительно небольшим минивэнам, построенным на шасси автомобилей C-сегмента. Автомобиль несколько увеличился по сравнению с предыдущей моделью: колёсная база стала больше на 105 мм, длина кузова — на 90 мм, ширина — на 105 мм. Внешний вид модели сильно отличается от такового у Scénic первого поколения: если первая модель состояла почти полностью из округлых форм, то новая модель получила «ломаный» дизайн кузова, состоящий в основном из резких линий. Такой дизайн повторяет Renault Mégane второго поколения, однако, по сравнению с хетчбэком Mégane, компактвэн Scénic не имеет столь радикальных решений. Так, задние стойки хоть и наклонены против движения, визуально «разламывая» пятую дверь надвое, угол наклона не такой большой, как у Mégane. В остальном Scénic внешне повторяет модель Mégane, с которой, как и в случае с предыдущим поколением компактвэна, делит общую платформу. Спереди автомобиль обладает раздвоенной решёткой радиатора, между частями которой, по центру, размещён подобный бриллианту логотип Renault. Фары большие, в бампер встроен «утопленный» воздухозаборник. Общая форма кузова придаёт модели скорее вид высокого хетчбэка, нежели небольшого микроавтобуса, как было в случае с предыдущей моделью. Линяя крыши стала более ровная, нежели в предыдущей модели. Она переходит в вышеупомянутый «хвост», «разрезающий» пятую дверь. Задние фонари на автомобиле также имеют весьма крупные размеры, а багажная дверь для удобства погрузки доходит вплоть до середины заднего бампера.
Вслед за увеличившимися габаритами увеличилось и внутреннее пространство для пассажиров. За счёт огромного лобового стекла, панорамной крыши, боковых окон и заднего стекла площадь остекления автомобиля составляет 6,88 м², что лишь немногим меньше более крупного минивэна Renault Espace четвёртого поколения — 7,42 м². Из этих 6,88 квадратных метров 1,45 приходится на лобовое стекло, которое, по словам производителя, было самым большим в своём классе на момент выхода автомобиля. Салон претерпел несколько конструктивных изменений. Посадка водителя стала более «легковой», в отличие от «автобусного» вертикального положения предыдущей модели: высота подушки сиденья относительно пола снижена на 35 мм (с 390 до 355 мм), а угол наклона рулевой колонки относительно вертикали был увеличен на 8°. Высоту сиденья, тем не менее, можно регулировать при помощи специальной ручки, а рулевая колонка регулируется по углу наклона и по вылету. На передних сиденьях доступно как минимум 26 мм пространства для головы, локтевое пространство составляет на 23 мм больше, чем в предыдущей модели.
Сами сиденья в автомобиле тоже изменились: если в первом поколении они были мягкими, то в новом автомобиле они приобрели более чёткий и выраженный профиль. Такие сиденья в автомобиле позволяют пассажирам с комфортом находиться в автомобиле во время дальних поездок. Оба передних кресла снабжены двумя подлокотниками: один находится на дверной панели, второй, откидной, находится над центральным тоннелем. Компоновка центральной консоли в автомобиле также несколько нестандартная: рычаг КПП вынесен в нижнюю часть центральной консоли, чтобы обеспечить более комфортное переключение передач. Панель приборов, подобно модели Espace, вынесена ближе к центру автомобиля. При этом, кроме спидометра, цифровые показания приборов, а также бортовой компьютер, довольно мелкие в размерах. Панель разделена на две части: непосредственно панель приборов и экран навигационной системы, причём второй занимает больше пространства. Экран панели приборов создан на основе светодиодов, которые удобно видеть при любом уровне солнечного света. По словам южноафриканского издания «News24», это решение куда лучше аналогичной панели приборов в автомобилях Citroën того времени, состоящей из ЖК-дисплея и плохо видимой при взгляде сбоку. На экране имеются показания спидометра, тахометра (в виде цифр), уровня топлива и температуры воды (вертикальные полосы).
Будучи семейным автомобилем для путешествий, Scénic второго поколения содержит в интерьере ряд удобств для задних пассажиров. На спинках передних кресел смонтированы столики с подстаканниками. Также роль стола могут выполнять переднее пассажирское кресло и среднее кресло второго ряда, если их сложить. Сами задние сиденья обладают возможностью сдвигаться вперёд-назад на 220 мм. В случае максимально отодвинутого назад заднего дивана пространство между рядами сидений достигает 226 мм, что, по словам российского издания «Авторевю», являлось лучшим показателем в своём классе на момент выхода этой модели. Модель обладает широкими возможностями трансформации салона: задние кресла можно не только сложить, но и вовсе удалить из салона. Таким образом, багажник, имеющий минимальный объём в 430 литров, увеличится до 480 литров в случае сдвинутого вперёд заднего ряда сидений, а в случае изъятых из салона задних кресел и вовсе вырастет до 1840 литров. За дополнительную плату в 230 евро предлагалась опция в виде открывающегося отдельно стекла задней двери, что, например, позволяет удобнее загружать в автомобиль пакеты с продуктами. Ещё одной отличительной особенностью автомобиля является наличие по всему салону 17 различных боксов и ящичков для хранения мелочей. Перчаточный ящик имеет объём 17 литров и функцию охлаждения. Между передними креслами размещён бокс объёмом 15 литров, оснащённый освещением, розеткой и возможностью сдвижения вперёд-назад на 300 мм. Под сиденьями находятся выдвижные поддоны, в полу размещены несколько «тайников». В дверях установлены, помимо традиционных карманов, боксы с крышками. Общий объём всех небольших мест для хранения составляет 91 литр, то есть около пятой части от минимального объёма багажника. Из этих 91 литра 44 относятся к местам хранения возле передних сидений, 32 — к местам возле задних, а ещё 15 — вышеупомянутый бокс в центральном тоннеле. Из других удобств можно отметить рулонные солнцезащитные шторки на задних окнах.
Семиместная модификация Grand Scénic длиннее пятиместной модели на 230 мм, а колёсная база увеличилась на 50 мм. Помимо увеличенного пространства для пассажиров второго ряда сидений и багажника, здесь появился третий ряд сидений из двух относительно небольших кресел. Чтобы их поднять, необходимо потянуть за специальные красные петли. При этом, эти сиденья недостаточно большие, чтобы в них могли ездить рослые люди — они предназначены исключительно для детей или взрослых с небольшим ростом. Механизм доступа на третий ряд сидений традиционный: сиденья второго ряда нужно сдвинуть вперёд с помощью специального рычажка, а после посадки подвинуть их в исходное положение, в которое им легко вернуться с помощью специальных защёлок. Для обеспечения пространства для ног пассажиров третьего ряда сидений в семиместной модели было решено отказаться от выдвижных ящиков под диваном второго ряда сидений. Сам второй ряд сидений был перемещён чуть вперёд. При складывании дополнительные сиденья образуют ровный пол с багажником. Сам багажник в семиместной конфигурации имеет объём 200 литров, в пятиместной конфигурации — 605 литров, а при сложенном третьем и извлечённом из салона втором рядях сидений он составляет 1920 литров. Если сложить переднее пассажирское кресло, то в автомобиле можно провозить груз длиной до 2,75 метров. Суммарный объём всех небольших «тайников» в салоне составляет 99 литров. Причиной создания Grand Scénic французское издание «Caradisiac» считает необходимость заполнить нишу между моделями Scénic и Espace и при этом избежать каких-либо компромиссов: если бы стандартный Scénic был удлинённым и семиместным, он бы оттолкнул покупателей, которым не нужен третий ряд сидений и автомобиль длиной более 4,3 метров. Таким образом, Grand Scénic со своей длиной в 4493 мм занимает «золотую середину» между короткобазным Scénic (4259 мм) и более крупным минивэном Espace (4700 мм).